# Аткуль (озеро)
А́ткуль — озеро в Еткульском районе Челябинской области России.

## География
Озеро Аткуль находится на территории Еткульского района Челябинской области Российской Федерации; на его юго-западном берегу расположено село Аткуль.
Площадь озера составляет 12,2 км², длина — около 6 километров, ширина — около 2,2 километра. Объём водной массы — около 29,3 млн м³.
Дно озера в основном илистое, но местами каменистое; встречаются песчаные берега. Озеро пологое, растительности немного. Через множество протоков и подземных вод сообщается с озером Селезян.

## Название
В дословном переводе: «Лошадиное озеро». Предполагается, что название озера происходит от тюркского мужского имени Аткол или Аткул. Основа ат означает «лошадь», а типовая именная частица кол (кул) — «раб», «помощник», переосмыслена в куль — «озеро».

## Общие сведения
Котловина озера Аткуль относится к древней долине стока реки Чумляк. За счёт большого притока воды в озеро, оно получает хороший водообмен. Благодаря не очень большой глубине, вода в озере летом прогревается до 20 °C и выше. Вода немного солоноватая.

## Растительный и животный мир
Растительность озера — камыш, тростник.
На озере встречаются различные виды уток, так же можно встретить серого гуся.
В озере Аткуль обитает множество различных видов рыб: карп, белый амур, толстолобик, лещ, чебак, карась, окунь, налим, судак, щука.